# Sylvioidea
Sylvioidea este o superfamilie de păsări paseriforme, una dintre cel puțin trei clade majore din Passerida, împreună cu Muscicapoidea și Passeroidea. Conține aproximativ 1300 de specii, inclusiv silvii, timalide, rândunele, ciocârlii și pycnonotide. Membrii cladei se găsesc în întreaga lume.

### Listă de familii
Această listă de 25 de familii se bazează pe studiul de filogenetică moleculară publicat de Silke Fregin și colegii săi în 2012, și revizuirile grupului babbler de către Cai et al (2019) Secvența familiei și numărul de specii sunt din lista online a păsărilor din lume menținută de Frank Gill și David Donsker în numele Comitetului Ornitologic Internațional (IOC).
- Nicatoridae: (3 specii)
- Panuridae: (1 specie)
- Alaudidae: ciocârlii (98 specii)
- Pycnonotidae: (160 specii)
- Hirundinidae: rândunele, lăstuni (89 specii)
- Pnoepygidae: (5 specii)
- Macrosphenidae: (18 specii)
- Cettiidae: (32 specii)
- Scotocercidae: (1 specie)
- Erythrocercidae: (3 specii)
- Hyliidae: (2 specii)[5]
- Aegithalidae: pițigoi codați (13 specii)
- Phylloscopidae: pitulice (80 specii)
- Acrocephalidae: (42 specii)
- Locustellidae: (67 specii)
- Donacobiidae: (1 specie)
- Bernieridae: (11 specii)
- Cisticolidae: (163 specii)
- grupul babbler:[3]
  - Sylviidae: silvii (34 specii)
  - Paradoxornithidae: (37 specii)
  - Zosteropidae: (146 specii)
  - Timaliidae: (57 specii)
  - Pellorneidae: (65 specii)
  - Alcippeidae: (10 specii)
  - Leiothrichidae: (133 specii)